# Crepis litardierei
Crepis litardierei là một loài thực vật có hoa trong họ Cúc. Loài này được Emb. mô tả khoa học đầu tiên năm 1935.